# دوجلند (کالیفرنیا)
دوجلند (به انگلیسی: Dodgeland) یک منطقهٔ مسکونی در ایالات متحده آمریکا است که در شهرستان بیوت، کالیفرنیا واقع شده‌است. دوجلند ۳۲ متر بالاتر از سطح دریا واقع شده‌است.